# Samuel Baum
Samuel Baum (ur. 11 kwietnia 1898 w Krakowie, zm. 5 lutego 1941 w Gdańsku) – polski architekt żydowskiego pochodzenia, działający w Krakowie.

## Życiorys
Jego rodzicami byli Kalman i Chana Böhm. Uczył się na Wydziale Budowlanym Szkoły Przemysłowej w Krakowie. W 1918 zdał egzamin dojrzałości. Po ukończeniu szkoły odbywał praktyki w Wieliczce. Później pracował jako rysownik w Krakowie i Gorlicach lub Jaśle. Od 1918 do 1923 pracował w krakowskich przedsiębiorstwach Odrzywolskiego, Pokutyńskiego i w Spójni Budowlanej. W 1924 otrzymał koncesję licencjonowanego budowniczego. W 1929 założył własną firmę budowlaną. Zmarł w obozie jenieckim.

## Dzieła
- 1924-1925: współpraca z Zygmuntem Gawlikiem i Edwardem Litwinem nad projektem konkursowym katedry i budynków kurialnych w Katowicach[2]
- 1927-1930: budynek fabryki makaronu „Macaritta” przy ulicy Krowoderskiej 52 w Krakowie (budynek całkowicie przebudowany w 2016)
- 1936: willa przy ulicy Moniuszki 36 w Krakowie[2]